# Бабунски, Дориан
Дориан Бабунски Христовски (макед. Дориан Бабунски; род. 29 августа 1996, Скопье) — северомакедонский футболист, нападающий клуба «Грассхоппер» и сборной Северной Македонии.
Отец Дориана Бобан — известный югославский и северомакедонский футболист. Старший брат Давид, также является профессиональным футболистом.

## Клубная карьера
Бабунски — воспитанник испанских клубов «Граменет», «Корнелья» и «Реал Мадрид». В 2015 году игрок подписал контракт с «Фуэнлабрада». 11 октября в матче против «Талавера» он дебютировал в Первом дивизионе Испании. 25 октября в поединке против «Эбро» Дориан забил свой первый гол за «Фуэнлабрада». В 2016 году Бабунски перешёл в словенскую «Олимпию», подписав контракт на 3 года. 4 декабря в матче против «Радомлье» он дебютировал в чемпионате Словении. В начале 2017 года Дориан на правах аренды перешёл в «Радомлье». 25 февраля в матче против «Алюминия» он дебютировал за новую команду.
В начале 2018 года Бабунски перешёл в японский «Матида Зельвия». В матче против «Омия Ардия» он дебютировал во Второй Джей-лиге. В поединке против «Монтедио Ямагата» Дориан забил свой первый гол за «Матида Зельвия». В том же году Бабунски на правах аренды выступал за «Кагосима Юнайтед».
В начале 2021 года Бабунски перешёл в болгарский «Ботев». 13 февраля в матче против «Берое» он дебютировал в чемпионате Болгарии. 3 марта в поединке против «Этара» Дориан забил свой первый гол за «Ботев». В начале 2022 года Бабунски подписал контракт с венгерским клубом «Дебрецен». 29 января в матче против «Кишварда» он дебютировал в чемпионате Венгрии. 20 февраля в поединке против «Академии Пушкаша» Дориан забил свой первый гол за «Дебрецен».

## Международная карьера
2 июня 2022 года в матче Лиги Наций против сборной Болгарии Бабунски дебютировал за сборную Северной Македонии.